# Kontyngent taryfowy
Kontyngent taryfowy (kontyngent celny) - wyznaczona ilość towarów, wobec której stosuje się niższe niż normalnie określone lub zerowe stawki celne. W kontyngencie taryfowym musi zostać określona ilość towaru, na który obowiązuje kontyngent i obniżona stawka celna. Kontyngent stwarza preferencyjne warunki w dostępie do towarów i obowiązuje tylko w imporcie. Jednym z motywów ustanawiania kontyngentów jest chęć poprawy bilansu płatniczego przez państwa.